# Język ujgurski
Język ujgurski (zwany też językiem nowoujgurskim) – język z rodziny języków tureckich używany przez 10,4 mln Ujgurów, głównie w Regionie Autonomicznym Sinciang w zachodnich Chinach, a także w południowo-wschodnim Kazachstanie. W Regionie Autonomicznym Sinciang ma status języka urzędowego. Do zapisu języka ujgurskiego używa się obecnie pisma arabskiego w redakcji perskiej, przy czym samogłoski obowiązkowo oznacza się specjalnymi znakami diakrytycznymi.
Do XVIII w. zapisywany był pismem ujgurskim, abdżadem zapisywanym pionowo. W krajach byłego ZSRR spotykany jest zapis cyrylicki, a w Turcji używa się zapisu łacińskiego, wzorowanego na ortografii tureckiej.
Podobnie jak w wielu innych językach tureckich, w języku ujgurskim występuje harmonia wokaliczna. Jest to też język aglutynacyjny, nie ma w nim klas rzeczownika ani rodzaju gramatycznego, a szyk zdania przybiera postać SOV.
Jest blisko spokrewniony z językiem uzbeckim.

## Alfabet

### Alfabet używany w Azji Środkowej
Projekt alfabetu ujgurskiego opartego na cyrylicy sporządził A.Sz. Szamiewoj w 1946 r., a 4 lutego 1947 r. projekt ten zatwierdziło Prezydium Rady Najwyższej Kazachskiej SRR. W skład alfabetu weszły 33 litery rosyjskiego alfabetu, a także 8 dodatkowych (Қ қ, Ң ң, Ғ ғ, Ү ү, Җ җ, Ө ө, Ә ә, Һ һ), które umiejscowiono na końcu alfabetu po literze Я я. W 1960 r. kolejność liter w alfabecie została zmieniona i przyjął on następującą postać:
| А а | Б б | В в | Г г | Ғ ғ | Д д | Е е | Һ һ | Ә ә | Ж ж |
| Җ җ | З з | И и | Й й | К к | Қ қ | Л л | М м | Н н | Ң ң |
| О о | Ө ө | П п | Р р | С с | Т т | У у | Ү ү | Ф ф | Х х |
| Ц ц | Ч ч | Ш ш | Щ щ | Ъ ъ | Ы ы | Ь ь | Э э | Ю ю | Я я |

### Alfabet używany w Chinach
Ujgurzy zamieszkujący w Chinach do zapisu języka ujgurskiego wykorzystują następujący alfabet oparty na arabskim:
| ئا | ئه | ب | پ | ت | ج | چ | خ | د  | ر  | ز  | ژ  | س | ش  | غ  | ف |
| ق  | ك  | گ | ڭ | ل | م | ن | ۋ | ئو | ئۇ | ئۆ | ئۈ | ه | ئې | ئى | ي |